# Beno Budar
Beno Budar (německy Benno Budar; 19. března 1946, Kulow — 8. října 2023) byl lužickosrbský spisovatel, překladatel a redaktor.
Po absolvování Srbského gymnázia v Budyšíně studoval slavistiku na Lipské univerzitě, studium ukončil v roce 1969. Poté pracoval v nakladatelství Domowina. V 90. letech 20. století se stal redaktorem dětského časopisu Płomjo. Žil v Hornim Hajnku ve Worklecách.